# Provinz Triest
Koordinaten: 45° 38′ N, 13° 48′ O
Die Provinz Triest (italienisch Provincia di Trieste, slowenisch Tržaška pokrajina) bestand seit 1922 und war bis zum 30. September 2017 eine der vier Provinzen der italienischen Region Friaul-Julisch Venetien. Sie hatte eine Fläche von etwa 212 km² und 234.638 Einwohner (Stand 31. Dezember 2017). Hauptort war die Stadt Triest. 
Wie im Falle der übrigen drei Provinzen von Friaul-Julisch Venetien (Görz, Pordenone und Udine), die als selbstständige Institutionen ebenfalls abgeschafft wurden, besteht auch diese ehemalige Provinz als Verwaltungssprengel dezentraler regionaler und staatlicher Verwaltungen bzw. als statistisches Gebiet fort. Auf dem Gebiet der früheren Provinz erstreckt sich seit dem 1. Juli 2020 die Körperschaft regionaler Dezentralisierung Triest (Ente di Decentramento Regionale di Trieste, kurz EDR Trieste).
Italienisch und Slowenisch waren Amtssprachen.

## Geographie
Die Provinz Triest war mit einer Fläche von 212 km² flächenmäßig die kleinste italienische Provinz. Sie umfasste einen schmalen Küstenstreifen von 41 km Länge und etwa 5 bis 10 km Breite zwischen der Grenze zu Slowenien im Nordosten und dem Golf von Triest, einem Teil der Adria, im Südwesten. Im Nordwesten grenzte sie an die Provinz Gorizia.
Im Norden der ehemaligen Provinz befindet sich der Karst (italienisch: Carso), eine Hügellandschaft, die mit sehr vielen Höhlen durchsetzt ist. Die bekannteste ist die Grotta Gigante („Riesenhöhle“).
Zwischen den Hügeln und dem Meer verlaufen die Staatsstraße 14, die Autobahn A 4 Turin-Triest sowie zwei Eisenbahnstrecken.
Zwischen Triest und Muggia befindet sich die Bucht von Muggia.

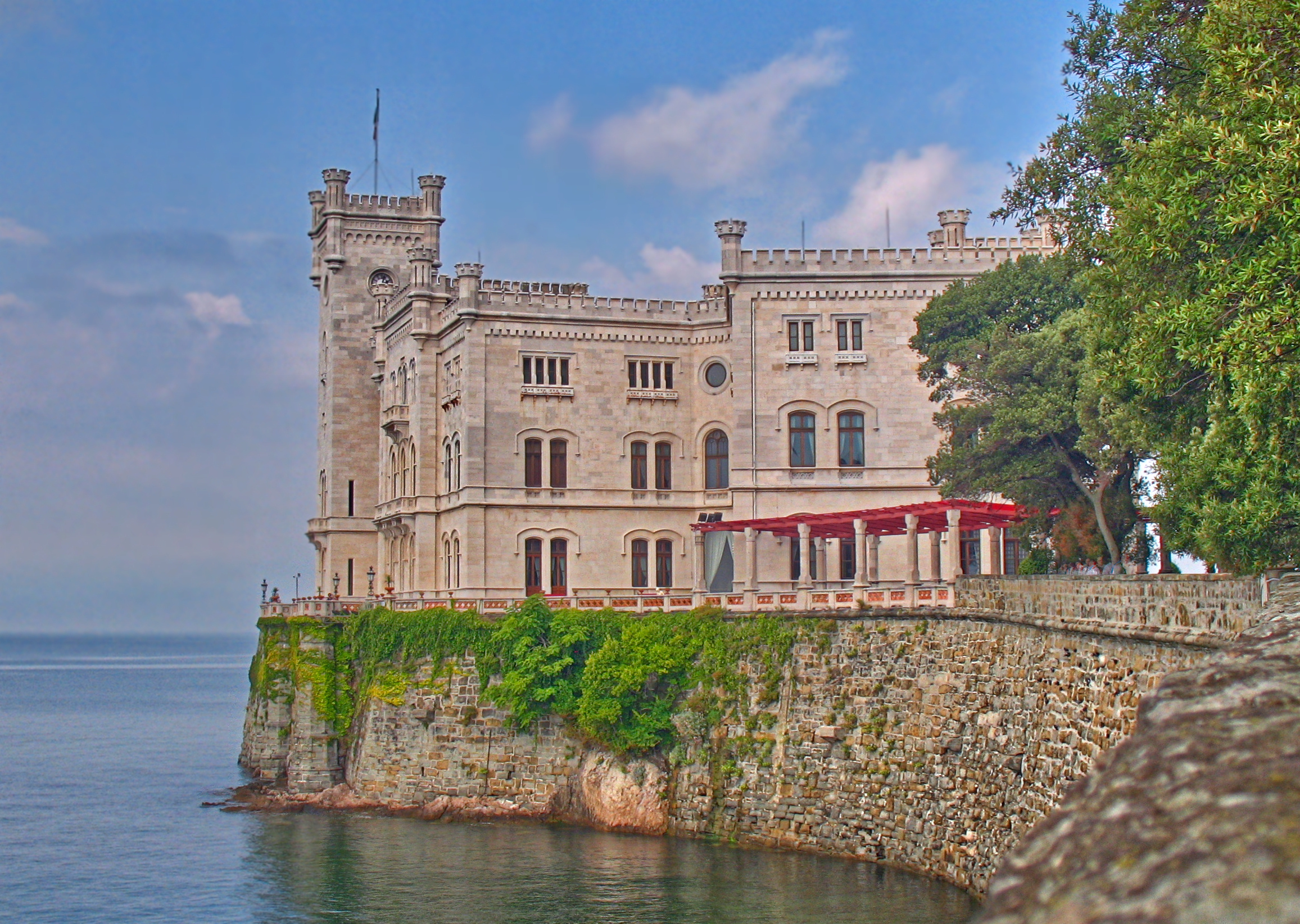
Schloss Miramare

Häfen gibt es in der ehemaligen Provinz Triest in Aquilinia (nahe Muggia), Grignano (in der Nähe des Schlosses Miramare) sowie in Sistiana (nahe Duino).

## Geschichte
Seit dem Beginn der habsburgischen Herrschaft im 13. Jahrhundert war das Gebiet der späteren Provinz Triest zwischen den Fürsten von Duino (mit den heutigen Gemeinden Duino-Aurisina, Sgonico und Monrupino), Triest, San Dorligo und Muggia aufgeteilt.
1809 wurde das Gebiet von den napoleonischen Truppen besetzt. Ein großer Teil der späteren Provinz wurde von Triest aus verwaltet, San Dorligo jedoch von Postojna (Adelsberg) aus.
Nach dem Ende der Herrschaft Napoleons wurden die Gemeinden Duino-Aurisina, Sgonico und Monrupino an die Grafschaft Görz angeschlossen, während die Stadt Triest einen selbstständigen Status innerhalb der österreichischen Monarchie erhielt. San Dorligo und Muggia wurden Teil von Istrien.
Mit dem Grenzvertrag von Rapallo vom November 1920 fielen das gesamte Gebiet der späteren Provinz Triest und Teile Istriens an Italien. Am 17. Oktober 1922 wurde die Provinz Triest durch ein Königliches Dekret errichtet.
Ab 1947 bildete die spätere Provinz Triest die Zone A des neutralen Freien Territoriums Triest. Durch das Londoner Memorandum vom 5. Oktober 1954 wurde die Provinz Triest dann wieder ein Teil Italiens und erhielt ihre späteren Grenzen. Mit der Unterzeichnung des italienisch-jugoslawischen Vertrags von Osimo am 10. November 1975 wurde diese endgültig anerkannt.

## Gemeinden und Bevölkerung
Die Provinz Triest hatte eine Bevölkerungsdichte von 1120 Einwohnern pro km². Der größte Teil der Einwohner lebt in der Stadt Triest. Sie umfasste sechs Gemeinden.
| Gemeinde                | Deutscher/Slowenischer Name       | Einwohner (31. Dezember 2011) |
| ----------------------- | --------------------------------- | ----------------------------- |
| Trieste                 | Triest/Trst                       | 205.194                       |
| Muggia                  | Mugls/Milje                       | 13.410                        |
| Duino-Aurisina          | Tybein-Naberschin/Devin-Nabrežina | 8.721                         |
| San Dorligo della Valle | St. Ulrich/Dolina                 | 5.920                         |
| Sgonico                 | Sgonegg/Zgonik                    | 2.098                         |
| Monrupino               | Reppenberg/Repentabor             | 886                           |

## Nahverkehr
Der Öffentliche Personennahverkehr in der früheren Provinz bzw. der heutigen Körperschaft regionaler Dezentralisierung Triest wird von Trieste Trasporti betrieben.